# Paracolaniella
Paracolaniella es un género de foraminífero bentónico considerado un sinónimo posterior de Colaniella de la familia Colaniellidae, de la superfamilia Colanielloidea, del suborden Fusulinina y del orden Fusulinida. Su especie tipo era Paracolaniella leei. Su rango cronoestratigráfico abarcaba el Lopingiense (Pérmico superior).

## Clasificación
Paracolaniella incluía a las siguientes especies:
- Paracolaniella inflata
- Paracolaniella leei